# نادیا حسین خان
نادیا حسین خان ( اردو: نادیہ حسین‎   ، متولد 11 ژانویه 1979) بازیگر تلویزیون، مجری، سوپر مدل، کارآفرین و طراح مد پاکستانی است.    وی به عنوان یکی از اولین سوپرمدل های پاکستان شناخته شده است. 

## پیشه
نادیا حسین در انگلستان متولد شد و در چهارسالگی به کراچی، پاکستان نقل مکان کرد. او در سال ۲۰۰۰، پس از اتمام تحصیلات سطح A، کار مدلینگ را آغاز کرد. در آن زمان، تنها ۲۰ سال داشت و برای مجموعه زمستانی کارخانه ابریشم لاکانی عکاسی کرد. او تنها مدل پاکستانی بود که توسط رضوان بیگ برای هفته مد سارایوو انتخاب شد.  
حسین در سریال‌های مختلفی بازی کرده و همچنین یک دندانپزشک شاغل است. او صاحب یک سالن زیبایی و مجموعه‌ای از کفش‌ها و چمن‌های مصنوعی به نام Fetish است. او خواهرزاده تینا سانی، خواننده مشهور پاکستانی است. اولین عکس‌های حرفه‌ای او برای مجله هرالد با همکاری دیپاک پروانی (طراح مد) و تاپو جاوری (عکاس) گرفته شد.

## زندگی شخصی
حسین در سال ۲۰۰۳ و در ۲۴ سالگی با عاطف خان، بانکدار سرمایه‌گذار، ازدواج کرد. او مادر چهار فرزند است.

## تلویزیون
- Ishq Junoon Deewangi ( Hum TV )
- پارک بانوان ( سرگرمی جغرافیایی )
- Manay Na Ye Dil (Hum TV) در نقش رباب
- نور بانو (Hum TV) در نقش سارا
- عمر دادی عور غروالی ( ARY Digital )
- سیتمگر (Hum TV) در نقش زبا
- چوتی سی کاهانی ( PTV Home ) در نقش میشال
- شرت ( اردو 1 ) به عنوان افروز
- Mithu Aur Aapa (Hum TV)
- Kitni Girhain Baaki Hain (Hum TV)
- اتحاد رمضان
- ترا یاهان کوی نهین
- راجا کی راجی
- تایس به عنوان شهیستا
- Jalan (ARY Digital) در نقش Kinza
- Chupke Chupke (Hum TV) در نقش Amma Chuumantar
- یون تو های پیار بوهوت (Hum TV)
- پهچان ( Hum TV ) در نقش شاهینه
- فتنه (Hum TV) به عنوان طلعت